# Angelo Lorenzi
Angelo Lorenzi (Rotzo, 21 ottobre 1892 – 15 marzo 1986) è stato un politico e antifascista italiano.

## Biografia
Esponente veneto della Democrazia Cristiana, fu eletto senatore della Repubblica Italiana dalla I alla IV legislatura, restando in carica dal 1948 al 1968.
Nacque in provincia di Vicenza in una famiglia profondamente cattolica, dove crebbe con tre fratelli che divennero tutti sacerdoti. Si trasferì da giovane nella città di Padova e negli anni successivi all'Armistizio entrò nell'organizzazione del CLN locale come rappresentante della Democrazia Cristiana. Nell'immediato secondo dopoguerra collaborò con don Giovanni Nervo nella nascente ACLI padovana.
Ricoprì l'incarico di libero docente di Terapia fisica all'Università di Padova.